# Arctosa promontorii
Arctosa promontorii is een spinnensoort uit de familie van de wolfspinnen (Lycosidae).
De wetenschappelijke naam van de soort werd in 1900 als Lycosa promontorii gepubliceerd door Reginald Innes Pocock.